# Secășel, Alba
Secășel, până în 1950 Beșinău, (în maghiară Székásbesenyő, în germană Heidendorf) este un sat în comuna Ohaba din județul Alba, Transilvania, România.

## Toponimie
Toponimia veche a localității are la bază etnonimul pecenegilor. Denumirea germană Heidendorf (satul păgânilor) evocă de asemenea prezența unor populații necreștine în această zonă în evul mediu.

## Demografie
La recensământul din 1930 au fost înregistrați la Beșinău 790 de locuitori, dintre care 574 ortodocși și 216 greco-catolici.

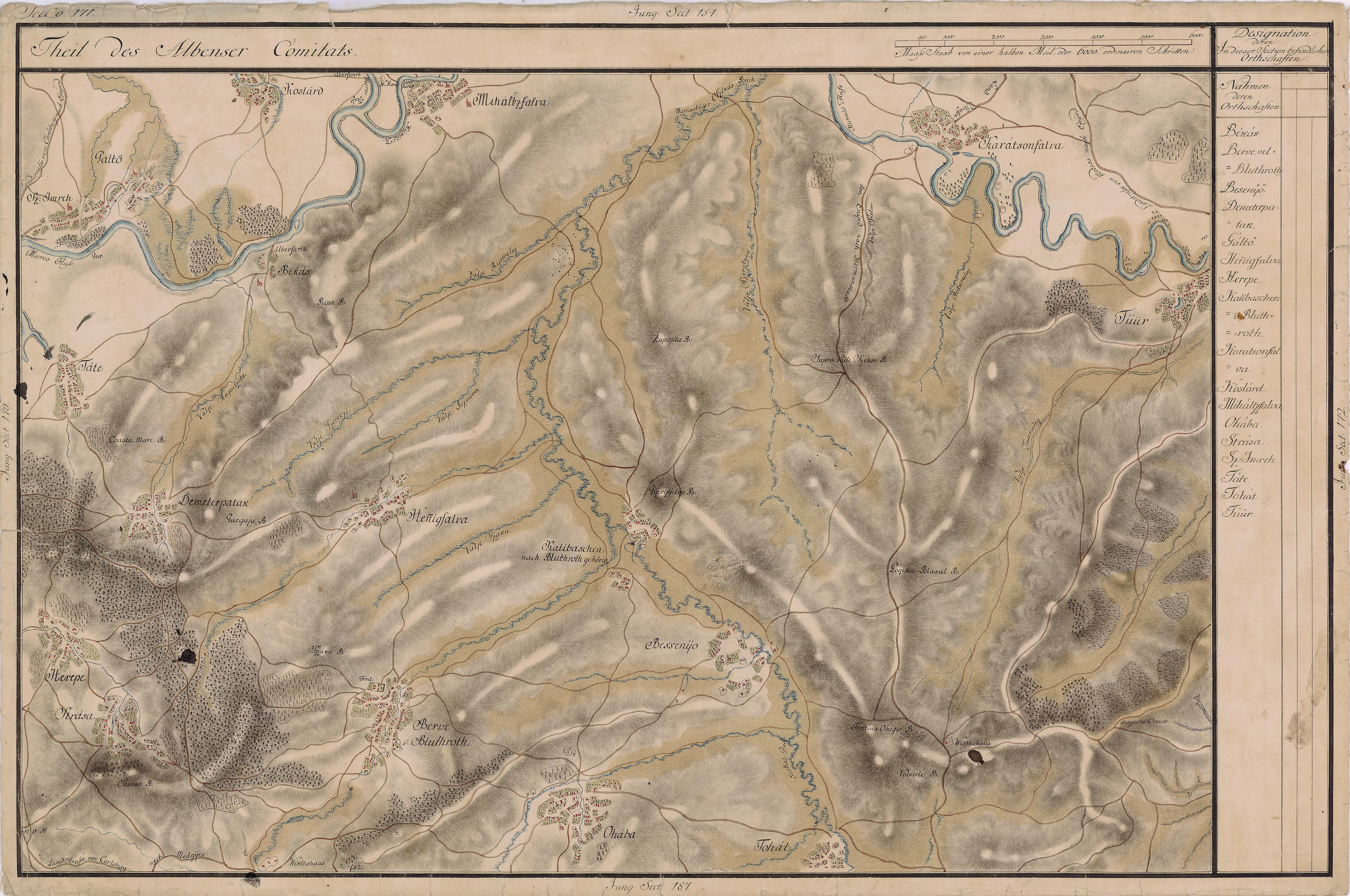
Ohaba în Harta Iosefină a Transilvaniei, 1769-1773

## Personalități
- Sebastian Rusan (1884-1956) - preot și apoi episcop ortodox, care a îndeplinit funcția de mitropolit al Moldovei și Sucevei (1950-1956)